# Kevin McCarthy (californisk politiker)
 For alternative betydninger, se Kevin McCarthy. (Se også artikler, som begynder med Kevin McCarthy)
Kevin Owen McCarthy (født 26. januar 1965) er en amerikansk politiker, der var formand for Repræsentanternes Hus i USA fra januar til oktober 2023. McCarthy var Rebublikansk medlem af Repræsentanternes Hus fra 2007 til udgangen af 2023 hvor han trak tilbage. Fra januar 2023 repræsenterede han Californiens 20. kongresdistrikt, som omfatter det meste af San Joaquin Valley. Tidligere har han valgt i Californiens 22. kongresdistrikt fra 2007 til 2013 og det 23. distrikt fra 2013 til 2023 efter en ændring i distriktsinddelingen.
McCarthy var republikanernes mindretalsleder i Huset fra 2019 til januar 2023, og deres flertalsleder fra 2014 til 2019 under John Boehner og Paul Ryan som Husets formænd. 
McCarthy er tidligere formand for organisationen Young Republicans i både Californien og føderalt. Han var medlem af Californiens underhus, California State Assembly, fra 2002 til 2006, heraf de sidste to år som minoritetsleder. Han blev valgt til den føderale kongres i 2006. I 2014 blev han flertalsleder som efterfølger for Eric Cantor, som tabte sit primærvalg.
Efter at republikanerne mistede deres flertal ved midtvejsvalget i 2018, og formand Paul Ryan trak sig tilbage, blev McCarthy valgt til minoritetsleder i januar 2019, hvilket gjorde ham til den første californiske republikaner til at besidde posten.
McCarthy var en fast støtte for præsident Donald Trump i størstedelen af hans tid som flertalsleder og minoritetsleder. Efter Joe Biden vandt præsidentvalget i 2020, støttede McCarthy Trump ved at benægte Bidens sejr og deltage i juridiske bestræbelser på at omstøde valgresultaterne. McCarthy fordømte senere det stormen på U.S. Capitol i 2021.
McCarthy var Republikanernes kandidat til formandsposten i januar 2023, men han fik ikke det fornødne flertal til at få posten før efter 15 afstemningsrunder. Efter en afstemning om at afsætte McCarthy som formand 3. oktober 2023 mistede han posten igen, som den første i Husets historie under en valgperiode.